# Niphocepheus nivalis
Niphocepheus nivalis är en kvalsterart som först beskrevs av Schweizer 1922.  Niphocepheus nivalis ingår i släktet Niphocepheus och familjen Niphocepheidae.

## Underarter
Arten delas in i följande underarter:
- N. n. nivalis
- N. n. baloghi
- N. n. delamarei
- N. n. grandjeani